# Campeonato Paraguayo de Fútbol 1995
El Campeonato Paraguayo de Fútbol 1995 de la Primera División de Paraguay fue el octagésimo quinto campeonato de Primera División organizado por la Asociación Paraguaya de Fútbol (APF).
Finalmente, Olimpia se consagró campeón por 34.ª vez en su historia al derrotar en la finalísima a Cerro Porteño.

## Sistema de competición
El modo de disputa implementado fue el de dos fases con el sistema de todos contra todos a una vuelta, es decir a doce jornadas; y del Torneo Metropolitano, donde clasifican los cuatro mejores ubicados en cada fase. Si un mismo equipo se ubicara entre los cuatro mejores en cada fase, clasificará entonces el equipo con mayor puntaje acumulado entre las dos fases, fuera de los ya clasificados.
Debido a una reforma del campeonato, se excluyeron a equipos del interior en el siguiente campeonato. De esta forma, los clubes Deportivo Boquerón, 12 de Octubre, Cerro Porteño (Presidente Franco), 8 de Diciembre y Pettirossi, participantes del campeonato anterior, no participaron en 1995. Sin embargo, sí participaron del Torneo República 1995, cuyo ganador tuvo derecho a disputar un partido contra el subcampeón metropolitano por la segunda plaza para la Copa Libertadores 1996.

## Relevo anual de clubes
| Ascendidos a Primera División                       |
| --------------------------------------------------- |
| San Lorenzo (Campeón de la Primera de Ascenso 1994) |

| Descendidos a Primera de Ascenso                                         |
| ------------------------------------------------------------------------ |
| Sportivo Trinidense (Equipo metropolitano con el peor puntaje acumulado) |
| River Plate (Equipo metropolitano con el 2° peor puntaje acumulado)      |

## Equipos participantes
| Equipo               | Ciudad               | Estadio                          | Capacidad |
| -------------------- | -------------------- | -------------------------------- | --------- |
| Cerro Corá           | Asunción             | Estadio General Andrés Rodríguez | 6.000     |
| Cerro Porteño        | Asunción             | General Pablo Rojas              | 32.910    |
| Atlético Colegiales  | Asunción             | Luciano Zacarías                 | 15.000    |
| Guaraní              | Asunción             | Rogelio Livieres                 | 6.000     |
| Humaitá              | Mariano Roque Alonso | Pioneros de Corumba Cué          | 7.000     |
| Libertad             | Asunción             | Dr. Nicolás Leoz                 | 10.000    |
| Nacional             | Asunción             | Arsenio Erico                    | 4.000     |
| Olimpia              | Asunción             | Manuel Ferreira                  | 15.000    |
| Presidente Hayes     | Asunción             | Kiko Reyes                       | 5.000     |
| Sport Colombia       | Fernando de la Mora  | Alfonso Colmán                   | 7.000     |
| Sportivo Luqueño     | Luque                | Feliciano Cáceres                | 25.000    |
| Sportivo San Lorenzo | San Lorenzo          | Ciudad Universitaria             | 3.000     |
| Sol de América       | Villa Elisa          | Luis Alfonso Giagni              | 5.000     |

## Primera fase

### Clasificación
| Pos. | Equipos          | PJ | PG | PE | PP | GF | GC | Dif. | Pts. |
| ---- | ---------------- | -- | -- | -- | -- | -- | -- | ---- | ---- |
| 1.   | Olimpia          | 12 | 8  | 3  | 1  | 18 | 4  | 14   | 27   |
| 2.   | Cerro Porteño    | 12 | 7  | 3  | 2  | 18 | 10 | 8    | 24   |
| 3.   | Sportivo Luqueño | 12 | 5  | 5  | 2  | 18 | 13 | 5    | 20   |
| 4.   | Nacional         | 12 | 4  | 6  | 2  | 11 | 7  | 4    | 18   |
| 5.   | Humaitá          | 12 | 4  | 5  | 3  | 15 | 13 | 2    | 17   |
| 6.   | Libertad         | 12 | 3  | 5  | 4  | 14 | 17 | -3   | 14   |
| 7.   | Colegiales       | 12 | 1  | 10 | 1  | 11 | 10 | 1    | 13   |
| 8.   | San Lorenzo      | 12 | 3  | 4  | 5  | 13 | 19 | -6   | 13   |
| 9.   | Sol de América   | 12 | 2  | 6  | 4  | 16 | 18 | -2   | 12   |
| 10.  | Guaraní          | 12 | 2  | 6  | 4  | 9  | 11 | -2   | 12   |
| 11.  | Cerro Corá       | 12 | 3  | 3  | 6  | 10 | 15 | -5   | 12   |
| 12.  | Presidente Hayes | 12 | 2  | 5  | 5  | 12 | 20 | -8   | 11   |
| 13.  | Sport Colombia   | 12 | 2  | 3  | 7  | 10 | 18 | -8   | 9    |

 Pos=Posición; PJ=Partidos jugados; PG=Partidos ganados; PE=Partidos empatados; PP=Partidos perdidos; GF=Goles a favor; GC=Goles en contra; Dif=Diferencia de goles; Pts=Puntos
|  |                                     |
|  | Clasificado al Torneo Metropolitano |

## Segunda fase

### Clasificación
| Pos. | Equipos          | PJ | PG | PE | PP | GF | GC | Dif. | Pts. |
| ---- | ---------------- | -- | -- | -- | -- | -- | -- | ---- | ---- |
| 1.   | Olimpia          | 12 | 7  | 5  | 0  | 18 | 6  | 12   | 26   |
| 2.   | Cerro Porteño    | 12 | 7  | 3  | 2  | 26 | 9  | 17   | 24   |
| 3.   | Guaraní          | 12 | 6  | 4  | 2  | 20 | 14 | 6    | 22   |
| 4.   | Sol de América   | 12 | 5  | 5  | 2  | 16 | 12 | 4    | 20   |
| 5.   | Humaitá          | 12 | 4  | 5  | 3  | 17 | 14 | 3    | 17   |
| 6.   | Colegiales       | 12 | 3  | 6  | 3  | 15 | 14 | 1    | 15   |
| 7.   | Libertad         | 12 | 3  | 5  | 4  | 9  | 10 | -1   | 14   |
| 8.   | Sport Colombia   | 12 | 3  | 5  | 4  | 16 | 18 | -2   | 14   |
| 9.   | Sportivo Luqueño | 12 | 2  | 8  | 2  | 9  | 10 | -1   | 14   |
| 10.  | San Lorenzo      | 12 | 2  | 4  | 6  | 15 | 24 | -9   | 10   |
| 11.  | Presidente Hayes | 12 | 1  | 6  | 5  | 9  | 15 | -6   | 9    |
| 12.  | Nacional         | 12 | 1  | 6  | 5  | 10 | 24 | -14  | 9    |
| 13.  | Cerro Corá       | 12 | 1  | 4  | 7  | 5  | 15 | -10  | 7    |

 Pos=Posición; PJ=Partidos jugados; PG=Partidos ganados; PE=Partidos empatados; PP=Partidos perdidos; GF=Goles a favor; GC=Goles en contra; Dif=Diferencia de goles; Pts=Puntos
|  |                                     |
|  | Clasificado al Torneo Metropolitano |

## Torneo Metropolitano
Los 4 mejores ubicados de la primera y segunda fase clasificaron al Torneo Metropolitano, que definiría el campeonato. Debido a que Cerro Porteño y Olimpia finalizaron en los 4 mejores puestos en ambas fases, el séptimo lugar y el octavo lugar fueron tomados por los mejores ubicados en la tabla acumulativa fuera de los ya clasificados, Deportivo Humaitá y Libertad (ganando este último un juego de desempate ante Colegiales 1:0 al haber empatado en la tabla acumulativa).
Los contendientes fueron beneficiados con puntos de bonificación, conforme a la posición en la que finalizaron las anteriores instancias, sumándose los puntos de bonificación obtenidos en cada fase. Obtuvieron extras 2, 1.5, 1 y 0.5 el primer, segundo, tercer, cuarto respectivamente. Humaitá y Libertad no recibieron puntos de bonificación, debido a que no finalizaron entre los 4 mejores en alguna fase.

### Fase de grupos

#### Grupo A
| Pos. | Equipos  | PJ | PG | PE | PP | GF | GC | Dif. | Bon.  | Pts. |
| ---- | -------- | -- | -- | -- | -- | -- | -- | ---- | ----- | ---- |
| 1.   | Olimpia  | 3  | 2  | 1  | 0  | 3  | 0  | 3    | 2+2   | 11   |
| 2.   | Nacional | 3  | 2  | 0  | 1  | 4  | 4  | 0    | 0.5+0 | 6.5  |
| 3.   | Humaitá  | 3  | 0  | 2  | 1  | 4  | 4  | 0    | 0     | 2    |
| 4.   | Libertad | 3  | 0  | 1  | 2  | 5  | 7  | -2   | 0     | 1    |

 Pos=Posición; PJ=Partidos jugados; PG=Partidos ganados; PE=Partidos empatados; PP=Partidos perdidos; GF=Goles a favor; GC=Goles en contra; Dif=Diferencia de goles; Pts=Puntos

#### Grupo B
| Pos. | Equipos          | PJ | PG | PE | PP | GF | GC | Dif. | Bon.    | Pts. |
| ---- | ---------------- | -- | -- | -- | -- | -- | -- | ---- | ------- | ---- |
| 1.   | Cerro Porteño    | 3  | 2  | 1  | 0  | 6  | 4  | 2    | 1.5+1.5 | 10   |
| 2.   | Guaraní          | 3  | 1  | 1  | 1  | 5  | 5  | 0    | 0+1     | 5    |
| 3.   | Sol de América   | 3  | 1  | 1  | 1  | 8  | 8  | 0    | 0+0.5   | 4.5  |
| 4.   | Sportivo Luqueño | 3  | 0  | 1  | 2  | 7  | 9  | -2   | 1+0     | 2    |

 Pos=Posición; PJ=Partidos jugados; PG=Partidos ganados; PE=Partidos empatados; PP=Partidos perdidos; GF=Goles a favor; GC=Goles en contra; Dif=Diferencia de goles; Pts=Puntos

### Fase final
|  | Semifinales   | Semifinales   | Semifinales   | Semifinales | Semifinales |       |         | Final   | Final | Final | Final | Final |
|  |               |               |               |             |             |       |         |         |       |       |       |       |
|  | Guaraní       | Guaraní       | 0             | 0           | 0           |       |         |         |       |       |       |       |
|  | Olimpia       | Olimpia       | 1             | 3           | 4           |       |         |         |       |       |       |       |
|  |               |               |               |             |             |       | Olimpia | Olimpia | 2     | 0     | 2 (8) |       |
|  |               | Cerro Porteño | Cerro Porteño | 1           | 1           | 2 (7) |         |         |       |       |       |       |
|  | Cerro Porteño | Cerro Porteño | 3             | 2           | 5           |       |         |         |       |       |       |       |
|  | Nacional      | Nacional      | 2             | 1           | 3           |       |         |         |       |       |       |       |

## Campeón
|                    |
| Olimpia 34º título |

## Clasificación a copas internacionales
- Para la Copa Libertadores 1996 clasificaron dos clubes: el campeón del Torneo Metropolitano (Olimpia) y el ganador de un partido definitorio entre el subcampeón del Torneo Metropolitano y el campeón del Torneo República 1995 (Cerro Porteño, al haber logrado ambos).

## Descenso de categoría

### Puntaje acumulado
El puntaje acumulado de un equipo es la suma del obtenido en la primera y segunda fase del Campeonato 1995. Éste determinó, al final del Campeonato, el descenso a la Segunda División del equipo que acabó en el último lugar de la tabla.
| Pos. | Equipos          | PJ | PG | PE | PP | GF | GC | Dif. | Pts. |
| ---- | ---------------- | -- | -- | -- | -- | -- | -- | ---- | ---- |
| 1.   | Olimpia          | 24 | 15 | 8  | 1  | 36 | 10 | 26   | 53   |
| 2.   | Cerro Porteño    | 24 | 14 | 6  | 4  | 44 | 19 | 25   | 48   |
| 3.   | Humaitá          | 24 | 8  | 10 | 6  | 32 | 27 | 5    | 34   |
| 4.   | Guaraní          | 24 | 8  | 10 | 6  | 29 | 25 | 4    | 34   |
| 5.   | Sportivo Luqueño | 24 | 7  | 13 | 4  | 27 | 23 | 4    | 34   |
| 6.   | Sol de América   | 24 | 7  | 11 | 6  | 32 | 30 | 2    | 32   |
| 7.   | Colegiales       | 24 | 4  | 16 | 4  | 26 | 24 | 2    | 28   |
| 8.   | Libertad         | 24 | 6  | 10 | 8  | 23 | 27 | -4   | 28   |
| 9.   | Nacional         | 24 | 5  | 12 | 7  | 21 | 31 | -10  | 27   |
| 10.  | Sport Colombia   | 24 | 5  | 8  | 11 | 26 | 36 | -10  | 23   |
| 11.  | San Lorenzo      | 24 | 5  | 8  | 11 | 28 | 43 | -15  | 23   |
| 12.  | Presidente Hayes | 24 | 3  | 11 | 10 | 21 | 35 | -14  | 20   |
| 13.  | Cerro Corá       | 24 | 4  | 7  | 13 | 15 | 30 | -15  | 19   |

 Pos=Posición; PJ=Partidos jugados; PG=Partidos ganados; PE=Partidos empatados; PP=Partidos perdidos; GF=Goles a favor; GC=Goles en contra; Dif=Diferencia de goles; Pts=Puntos
|  |                                            |
|  | Descendido a Segunda División de Paraguay. |

## Cobertura Mediática
La empresa productora de eventos deportivos TyC Paraguay tiene los derechos televisivos exclusivos para transmitir en vivo a través de TV Cinema (hoy Unicanal) y CVC Eventos, cuyo resumen es presentado a través de Fútbol 13 y Fútbol Visión.